# Bradford (Pennsylvania)
Bradford is een plaats (city) in de Amerikaanse staat Pennsylvania, en valt bestuurlijk gezien onder McKean County.

## Demografie
Bij de volkstelling in 2000 werd het aantal inwoners vastgesteld op 9175.
In 2006 is het aantal inwoners door het United States Census Bureau geschat op 8578, een daling van 597 (-6,5%).

## Geografie
Volgens het United States Census Bureau beslaat de plaats een oppervlakte van
8,9 km², geheel bestaande uit land. Bradford ligt op ongeveer 464 m boven zeeniveau.

## Plaatsen in de nabije omgeving
De onderstaande figuur toont nabijgelegen plaatsen in een straal van 24 km rond Bradford.